# Narayanhitypalatset

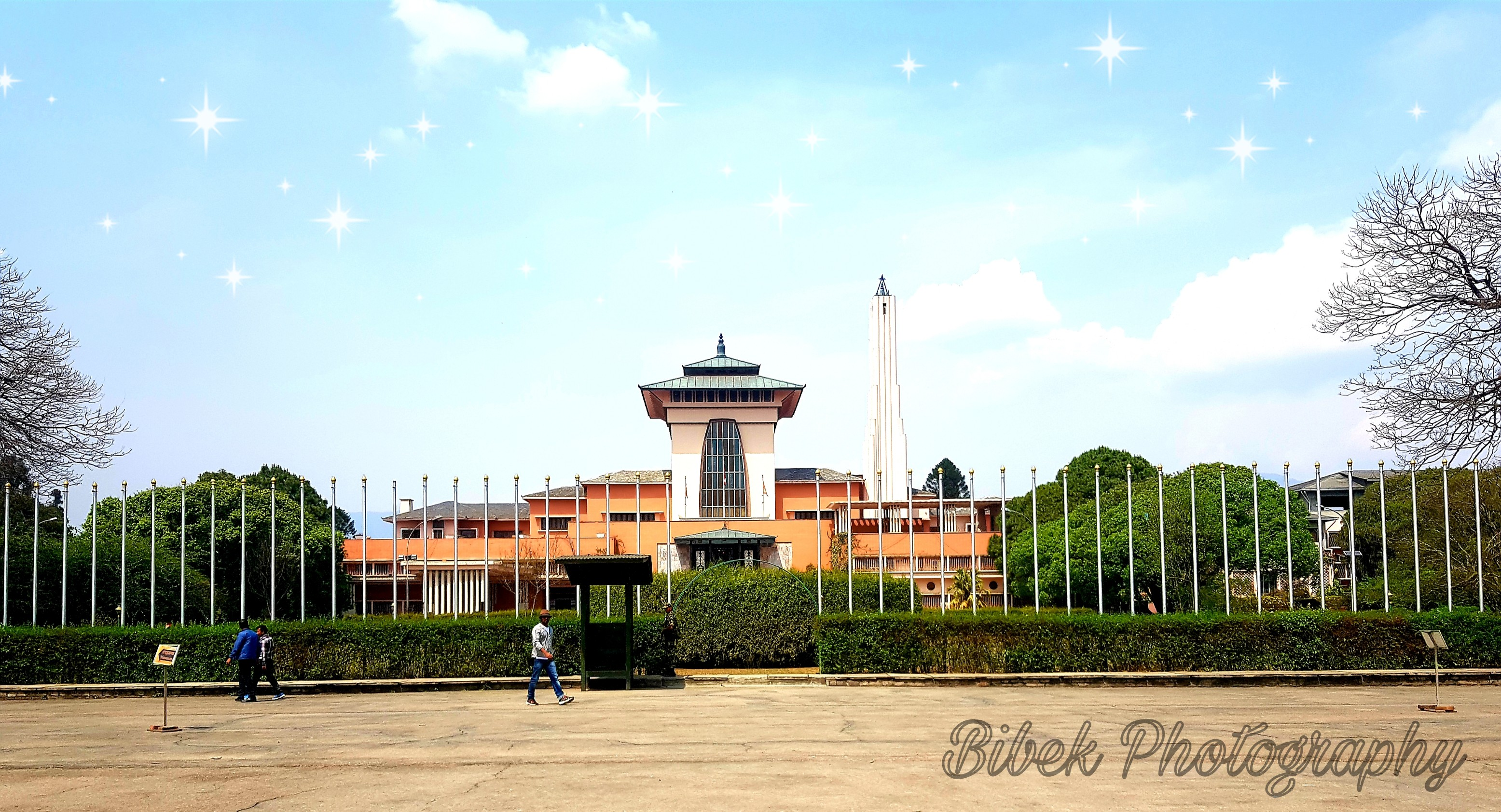
Narayanhitypalatset

Narayanhitypalatset eller Narayanhiti Durbar (nepali: नारायणहिटी दरवार) är en byggnad i Kathmandu. Den är uppförd öster om palatset Kaiser Mahal och ligger vid affärsdistriktet Thamel, och består av ett stort komplext område av byggnader och trädgårdar. 
Byggnaden var bostad för Nepals kungafamilj från 1885 till 2008, och användes då ofta för representation. Den nuvarande byggnaden är uppförd mellan 1961 och 1970 i design av Benjamin Polk. Palatset är nu ett museum. 

## Galleri

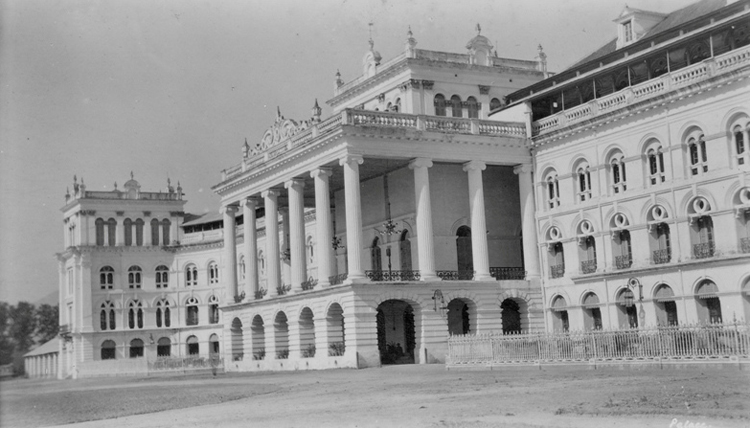
Narayanhitypalatset som det såg ut 1886-1963.